# 埃纳河畔比利
埃纳河畔比利（法語：Billy-sur-Aisne）是法国皮卡第大区埃纳省的一个市镇，属于苏瓦松区南苏瓦松县。该市镇2009年时的人口为1,154人。

## 人口
埃纳河畔比利人口变化图示
| 数据来源：INSEE |